# Newman-projekció
A Newman-projekció a szén-szén kötések konformációjának ábrázolására használt módszer. Leginkább az alkánok sztereokémiájában használják. A kötést a kötés vonalával szembe nézve szemléljük, azaz úgy, hogy a vizsgált kötés szénatomjai fedésbe kerüljenek. A megfigyelőhöz közelebb eső (proximális) szénatomot egy pont, a távolabbit (disztális) egy kör jelképezi. A módszer segítségével könnyen becsülhetők a szomszédos szénatomokból kiinduló kötések közötti torziós szögek.
| A hidrogénatomok orientációjának két szélsősége az etánmolekulában (perspektivikus ábrázolással és Newman-projekcióval) |            |
| |            |
| nyitott állás | fedő állás |

A módszert Melvin Spencer Newman amerikai kémikusról nevezték el, aki 1952-ben vezette be a módszert.

## Lásd még
- Haworth-projekció
- Fischer-projekció
- Natta-projekció